# Onthophagus arrilla
Onthophagus arrilla är en skalbaggsart som beskrevs av Matthews 1972. Onthophagus arrilla ingår i släktet Onthophagus och familjen bladhorningar. Inga underarter finns listade i Catalogue of Life.